# Boualem Charef
Pour les articles homonymes, voir Boualem (homonymie).
Boualem Charef (en arabe : بوعلام شارف), né le 17 février 1958, est un entraîneur algérien de football. 

## Biographie
Charef est diplômé de l'Institut des sciences et technologies du sport d 'Alger. Au cours de ses études, il est l'assistant d'Ali Benfeddad, directeur de l'USM Alger .
En juillet 2003, il est recruté par le responsable de l'équipe d'Algérie, Rabah Saâdane, afin de devenir son assistant. 
Le 1er octobre 2012, il est suspendu six mois par la ligue pour une conduite anti-sportive vis-à-vis d'un arbitre.
Le 15 octobre 2017, il est nommé DEN.

## Carrière d'entraîneur
| 1999      | Algérie (intérimaire) | Algérie (intérimaire) | Algérie (intérimaire) |
| 2001–2002 | WA Tlemcen            | WA Tlemcen            | WA Tlemcen            |
| 2002      | ES Sétif              | ES Sétif              | ES Sétif              |
| 2003–2004 | Algérie (assistant)   | Algérie (assistant)   | Algérie (assistant)   |
| 2004–2005 | ASM Oran              | ASM Oran              | ASM Oran              |
| 2005      | USM Annaba            | USM Annaba            | USM Annaba            |
| 2006      | USM El Harrach        | USM El Harrach        | USM El Harrach        |
| 2007–2008 | ASM Oran              | ASM Oran              | ASM Oran              |
| 2008–2014 | USM El Harrach        | USM El Harrach        | USM El Harrach        |
| 2014      | MC Alger              | MC Alger              | MC Alger              |
| 2015      | USM Bel-Abbès         | USM Bel-Abbès         | USM Bel-Abbès         |
| 2015-2016 | USM El Harrach        | USM El Harrach        | USM El Harrach        |
| 2016-2017 | USM El Harrach        | USM El Harrach        | USM El Harrach        |

## Palmarès
Championnat d'Algérie
- Vainqueur : 2003 (USM Alger)

Coupe d'Algérie
- Vainqueur : 2002 (WA Tlemcen)
- Vainqueur : 2003  (USM Alger)
- Finaliste : 2011 (USM El Harrach)

Supercoupe d'Algérie
- Vainqueur : 2014 (MC Alger)